# São Martinho do Vale
São Martinho do Vale es una freguesia portuguesa del concelho de Vila Nova de Famalicão, con 4,05 km² de superficie y 1.943 habitantes (2001). Su densidad de población es de 479,8 hab/km².

## Galería

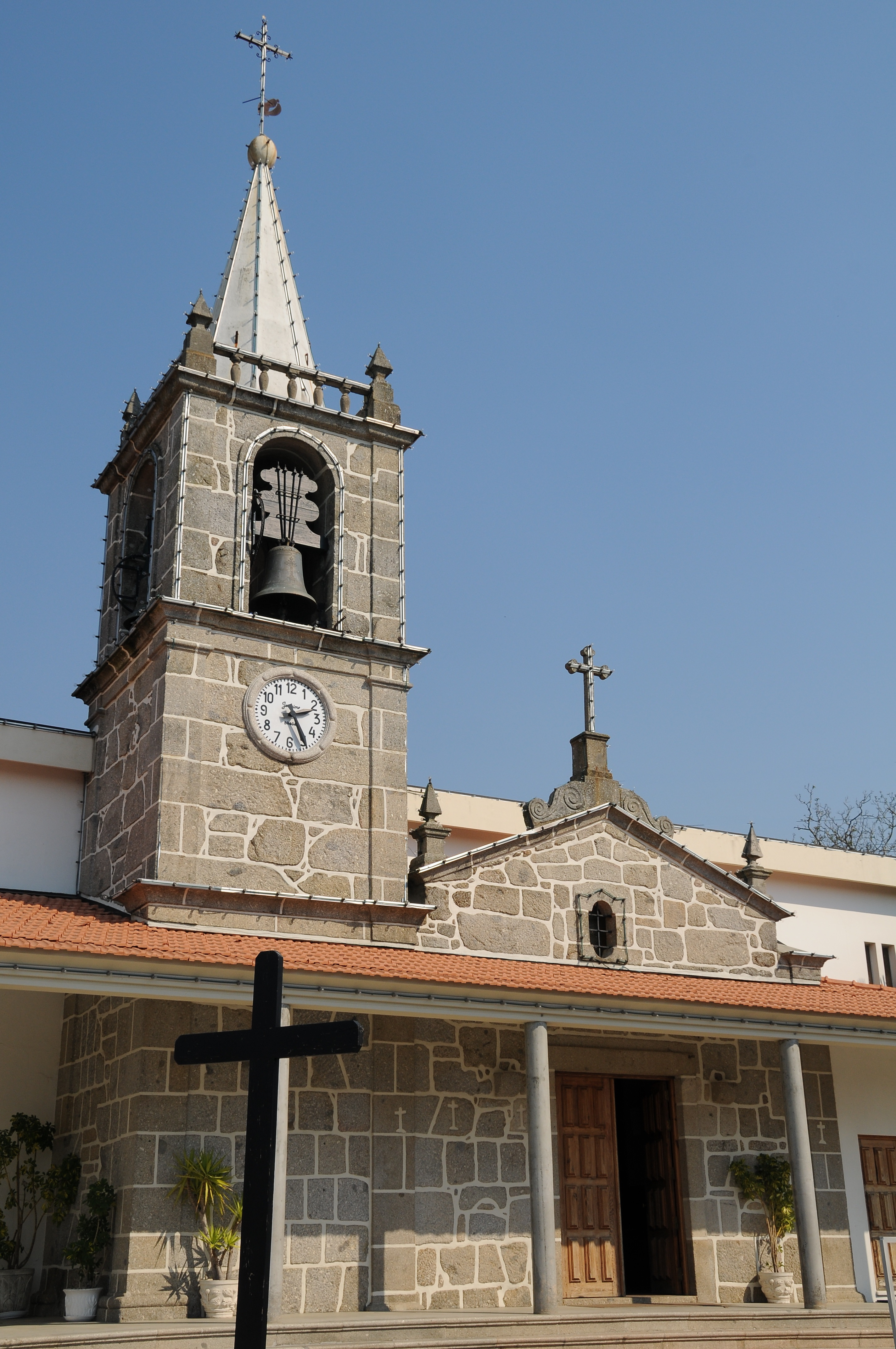
Iglesia de São Martinho do Vale